# Russell (Kansas)
Russell is een plaats (city) in de Amerikaanse staat Kansas, en valt bestuurlijk gezien onder Russell County.

## Demografie
Bij de volkstelling in 2000 werd het aantal inwoners vastgesteld op 4696.
In 2006 is het aantal inwoners door het United States Census Bureau geschat op 4280, een daling van 416 (-8,9%).

## Geografie
Volgens het United States Census Bureau beslaat de plaats een oppervlakte van
12,7 km², geheel bestaande uit land. Russell ligt op ongeveer 556 m boven zeeniveau.

## Geboren in Russell
- Bob Dole (1923-2021), Republikeins politicus

## Plaatsen in de nabije omgeving
De onderstaande figuur toont nabijgelegen plaatsen in een straal van 28 km rond Russell.